# Sociedad del Divino Salvador
La Sociedad del Divino Salvador (en latín Societas Divini Salvatoris) es un instituto religioso masculino de derecho pontificio: los miembros de esta congregación clerical, llamados comúnmente salvatorianos, agregan a su nombre la sigla SDS.

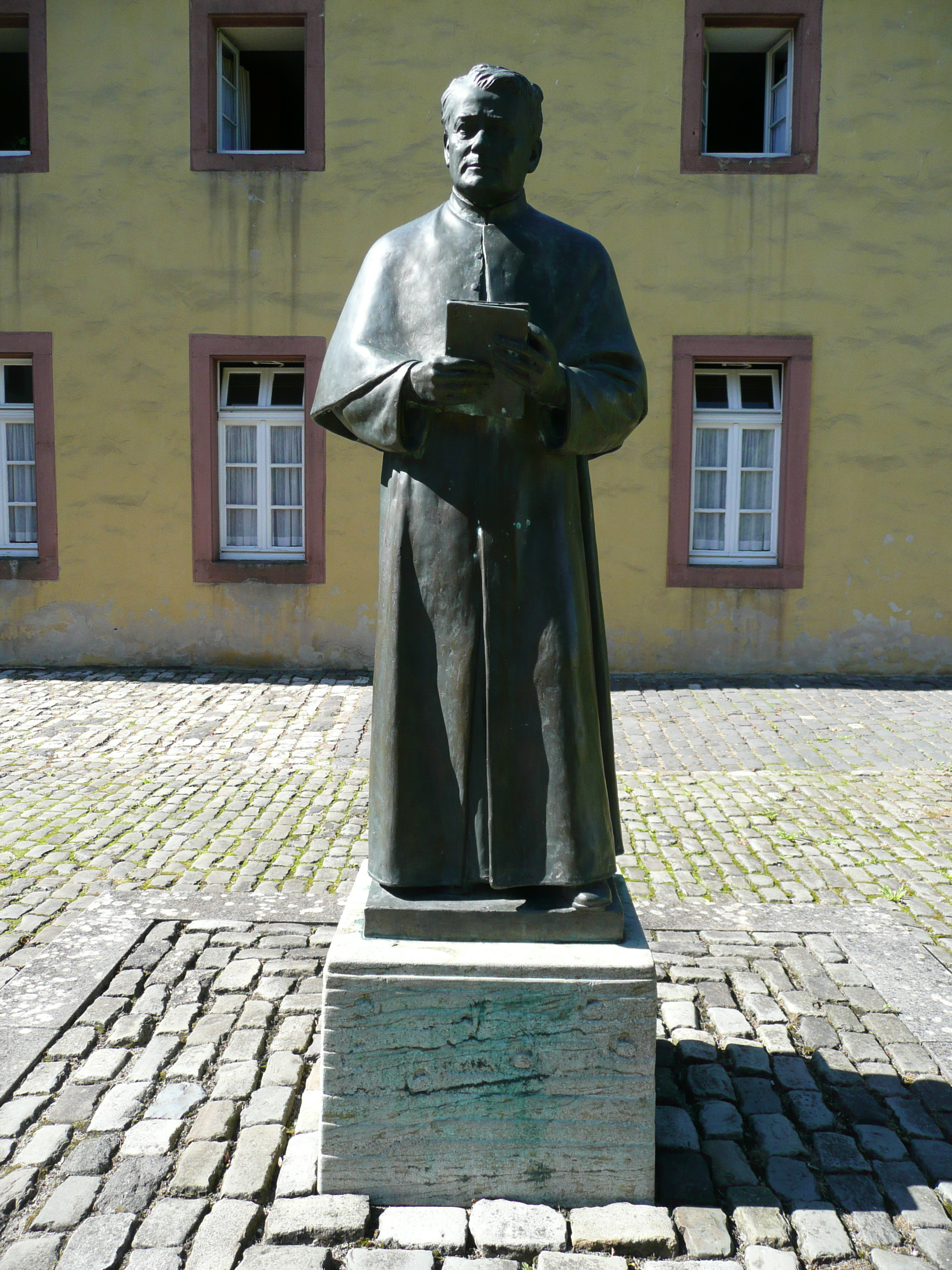
Monumento a Johann Baptist Jordan en el claustro de la abadía de Steinfeld

La Sociedad fue fundada por el sacerdote alemán, hoy beato, Francisco María de la Cruz Jordan (1848 -1918): el 8 de diciembre de 1881, Solemnidad de la Inmaculada Concepción, en Roma. Con la idea inicial de conformar una congregación misionera para la defensa y la difusión de la fe católica en todo el mundo. Recibió el apoyo de personalidades de la Iglesia de su tiempo, como el cardenal Guglielmo Massaia.
La ceremonia de fundación se realizó el 8 de diciembre de 1881 en la iglesia de Santa Brigida en Roma, primera la sede de la Sociedad que, en 1883, se estableció definitivamente en el Palacio Cesi. La sociedad fue aprobada como institución de derecho diocesano por Pulo Maria Parocchi, cardenal vicario de la diócesis de Roma, el 5 de junio de 1886. El nombre inicial de la institución fue "Sociedad apostólica de Enseñanza", pero en 1894 cambió definitivamente a Sociedad del Divino Salvador.
En 1889 a la Sociedad del Divino Salvador se confió la prefectura apostólica de Assam. Desde la India los misioneros se difundieron en China y luego fueron a América del Norte. La primera casa salvatoriana se abrió en Tivoli en el 1890; siguieron fundaciones en Austria (1892), Ecuador (1893), Suiza (1894), Bohemia y Colombia (1895); la primera casa en Alemania, país de origen de los primeros religiosos, sólo se fundó en 1915, debido al Kulturkampf.
La institución obtuvo el pontificio Decretum laudis el 27 de mayo de 1905 y la aprobación definitiva de la Santa Sede el 8 de marzo de 1911  y la de sus constituciones el 20 de marzo de 1922.
De la congregación existe también la rama femenina de las Hermanas del Divino Salvador, fundadas en Tivoli el 1888 por Jordan con la baronesa Therese von Wüllenweber (1833-1907), que luego tomó el nombre de madre Maria de los Apóstoles.

## Actividad y difusión
Los salvatorianos operan en colegios, parroquias y santuarios; se dedican a la asistencia a los trabajadores y a las familias, a las misiones populares y ad gentes.
Están presentas en Europa (Albania, Austria, Bielorrusia, Bélgica, Alemania, Irlanda, Italia, Montenegro, Polonia, Reino Unido, República Checa, Rumania, Rusia, Eslovaquia, España, Suiza, Ucrania, Hungría), en América (Brasil, Canadá, Colombia, Ecuador, Guatemala, México, Surinam, Estados Unidos, Venezuela), en África (Comoras, República Democrática del Congo, Tanzania), en Asia (India, Filipinas, Taiwán) y en Australia; la sede general está en la Via della Conciliazione a Roma.
Al 31 de diciembre de 2008 el instituto contaba con 156 casas y 1.170 religiosos, 824 de los cuales sacerdotes.